# Black Love (chương trình truyền hình 2015)
#BlackLove là một chương trình truyền hình thực tế của Mỹ được công chiếu trên kênh truyền hình cáp FYI vào ngày 8 tháng 12 năm 2015. Chương trình kể về cuộc sống cá nhân của năm phụ nữ da đen sống ở Thành phố New York khi họ khám phá các mối quan hệ lãng mạn. Những người phụ nữ được hướng dẫn bởi các chuyên gia về mối quan hệ là Damona Hoffman và Jack A.Daniels, những người đã giúp họ quay trở lại thời kỳ hẹn hò và tìm ra những cách tốt nhất để tìm kiếm người yêu của mình.
"Tiêu đề và ý tưởng độc đáo của chương trình này được tạo ra theo tinh thần đó và bắt nguồn từ việc sử dụng thẻ bắt đầu bằng # trên mạng xã hội trong mùa đầu tiên của Married at First Sight, khi người xem ủng hộ cuộc hôn nhân giữa Monet Bell và Vaughn Copeland", Gena McCarthy, phó giám đốc mảng chuơng trình của kênh, giải thích về ý niệm của chương trình.